# Pryozerne (rejon chersoński)
Pryozerne (ukr. Приозерне) – osiedle na Ukrainie, w obwodzie chersońskim, w rejonie chersońskim, w hromadzie Chersoń. W 2001 liczyło 1501 mieszkańców, spośród których 1234 wskazało jako ojczysty język ukraiński, 260 rosyjski, 2 mołdawski, 1 bułgarski, 1 białoruski, a 3 inny.